# St. Hedwig (Markt Berolzheim)

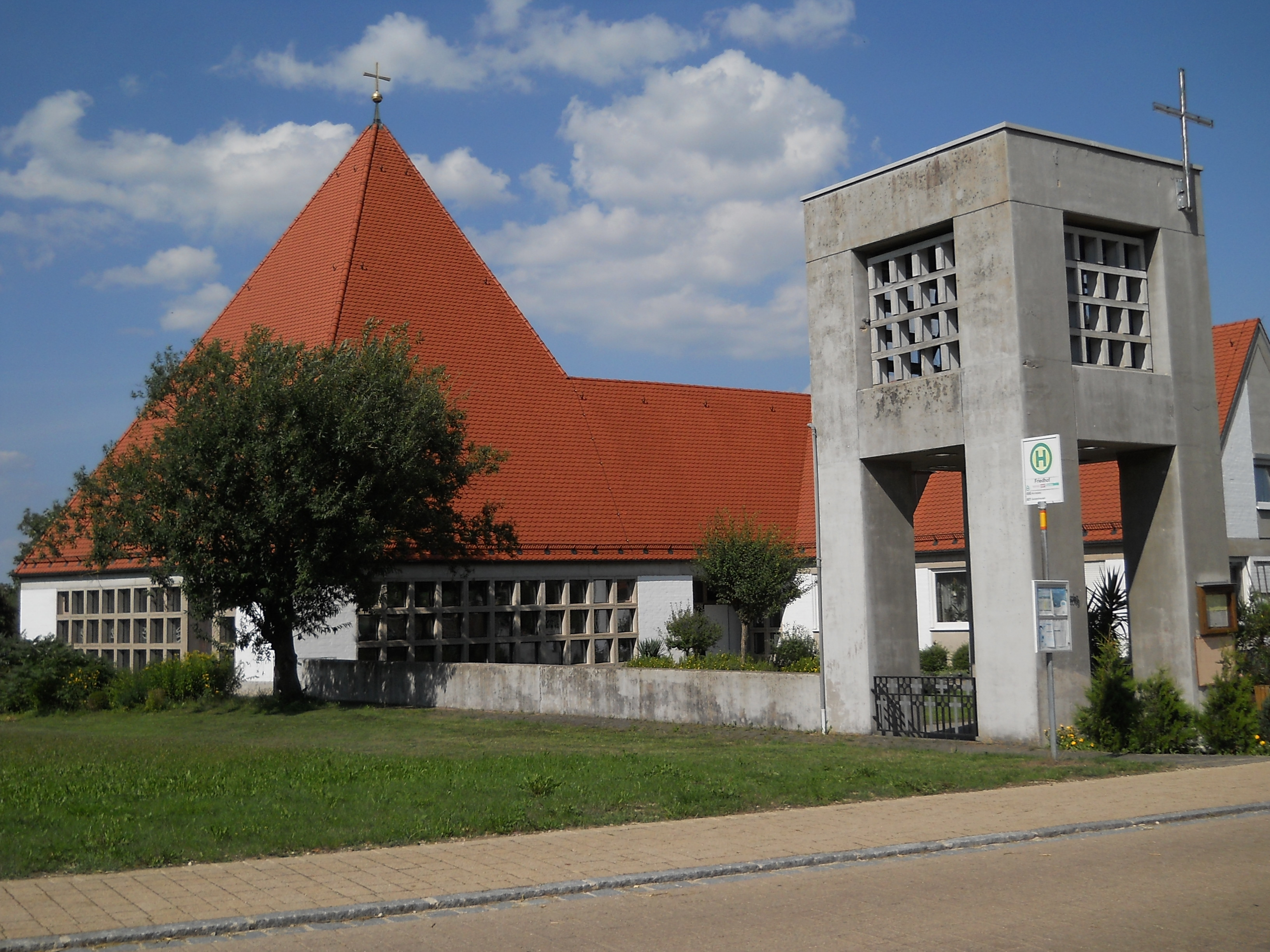
St.-Hedwigs-Kirche

Die St.-Hedwigs-Kirche ist ein römisch-katholisches Kirchengebäude in Markt Berolzheim im mittelfränkischen Landkreis Weißenburg-Gunzenhausen und wurde 1962 nach Plänen des Ingolstädter Architekten Josef Elfinger errichtet. St. Hedwig bildet eine Kuratie der Pfarrei Mariä Himmelfahrt in Treuchtlingen und ist die gemeinsame Kirche für die Katholiken in Markt Berolzheim und Wettelsheim. Im Jahr 2012 umfasste die Pfarrgemeinde 570 Katholiken. Die Kirche steht in der Wettelsheimer Straße in Markt Berolzheim. Das Pfarrbüro befindet sich in Treuchtlingen in der Elkan-Naumburg-Straße.

## Geschichte
Aufgrund des Zuzugs von Flüchtlingen aus den deutschen Ostgebieten, hauptsächlich aus Tschechien, entstand in der Nachkriegszeit erstmals eine größere katholische Bevölkerung in Markt Berolzheim. Durch Anregungen von Kurat Gregor Schneid beschloss man die Errichtung eines neuen Gotteshauses. Als Patrozinium wählte man die heilige Hedwig von Andechs, die Schutzpatronin von Schlesien. Am 16. Dezember 1962, dem zweiten Adventssonntag, wurde die Kirche vom damaligen Eichstätter Bischof Josef Schröffer geweiht. Durch eine Explosion in einer benachbarten Scheune wurde die Kirche 1984 beschädigt.

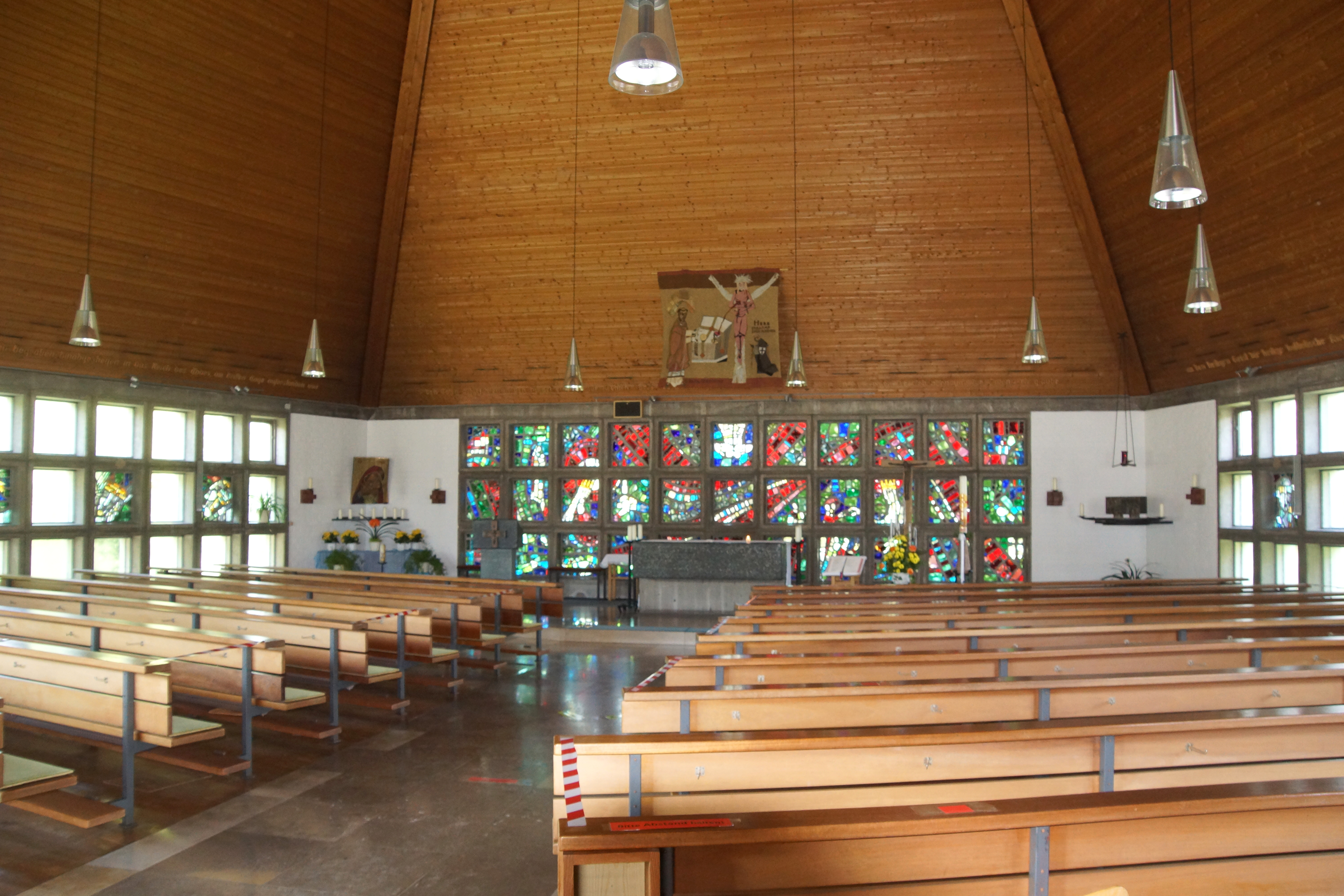
Innenansicht St. Hedwig

## Architektur
Das Gebäude wurde in Form eines gleichseitigen Fünfecks, das von einem 25 m hohen Zeltdach überspannt wird, erbaut. Der Glockenturm als Eingang zum Gotteshaus  ruht auf vier Säulen, ist freistehend und niedriger als die angrenzende Kirche. Die Glasmosaiken  von Max Wendl mit dem Lebensweg der heiligen Hedwig lassen das Gebäude im Innern „wie von warmem Licht durchflutet“ erscheinen. 2008 wurde ein Steinambo angeschafft. St. Hedwig ist eine der ersten Kirchen, bei der statt eines Hochaltars ein Volksaltar verwendet wurde.

## Glocken
Die Glocken des dreistimmigen Geläuts stammen aus dem 17. und 18. Jahrhundert. Sie hingen in anderen Kirchen und sollten während des Zweiten Weltkriegs eingeschmolzen werden, konnten aber nach dem Krieg keiner Kirche zugeordnet werden. Über Umwege gelangten die Glocken nach Berolzheim. Die Schlagtöne sind cis″ – e″ – a″